# Boophis liami
Boophis liami är en groddjursart som beskrevs av Vallan, Vences och Frank Glaw 2003. Boophis liami ingår i släktet Boophis och familjen Mantellidae. IUCN kategoriserar arten globalt som otillräckligt studerad. Inga underarter finns listade.